# Marie-Anne Doublet
Pour les articles homonymes, voir Doublet et Legendre.
Marie-Anne Doublet, dite Doublet de Persan, née Legendre le 23 août 1677 à Paris où elle mourut le 16 mai 1771, est une femme de lettres et salonnière française.

## Biographie
Troisième enfant de Marguerite le Roux et de François Legendre, fermier général, Marie-Anne Legendre manifesta de bonne heure beaucoup de goût pour les belles-lettres et les arts : elle maniait habilement le burin. Devenue, en 1698, l’épouse de Louis Doublet, seigneur de Breuilpont en Normandie, seigneur d’Auneau en 1719-22, intendant du commerce, secrétaire des commandements de Monsieur, frère de Louis XIV, puis du Régent, elle usa de sa fortune pour satisfaire son goût des choses de l’esprit.
Sans parler des séjours dans son château de Breuilpont, souvent célébré en prose et en vers par ses hôtes, elle allait chez le peintre Coypel où elle rencontrait Caylus, Fréret, Helvétius, Marivaux. Elle était aussi du souper dit « des quinze livres », qui couronnait ces réunions, souper périodique dont le prix ne changeait pas.

### «Paroisse Doublet» et «nouvelles à la main»

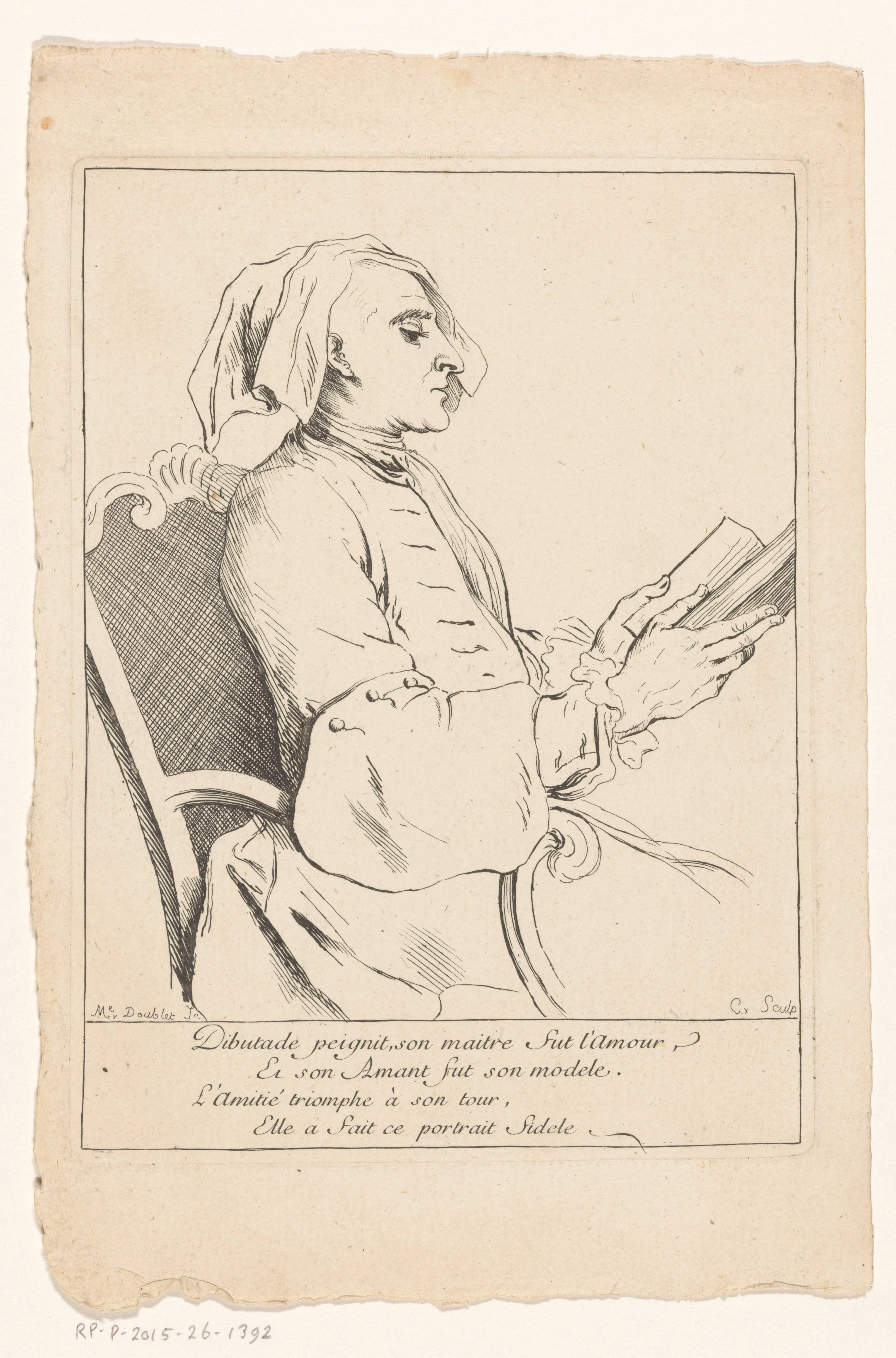
Camille Falconet dessiné par Marie Anne Doublet, gravé par Anne Claude Philippe de Caylus.

Madame Doublet réunissait, tous les samedis, dans son salon, connu sous le nom de « Paroisse » (un appartement dépendant du couvent parisien des Filles de Sainte-Thérèse) une société choisie bien que fort mélangée de personnalités marquantes dans les sciences, les arts et les lettres. On y trouvait, outre son frère l’abbé Legendre, Dortous de Mairan, La Curne Sainte-Palaye, Piron, Mirabaud, l’abbé de Voisenon, Falconet, Foncemagne, le comte d’Argental, l’abbé Chauvelin, l’abbé Xaupi, etc. Chacun des admis avait sa place marquée et son portrait au-dessus du fauteuil qu’il occupait.
Le salon de Marie-Anne Doublet est connu comme « le réseau de nouvellistes à la main le plus célèbre du XVIIIe siècle »: on y mettait en commun des informations collectées dans la journée qui étaient redistribuées sous forme de « nouvelles à la main ». Deux registres étaient posés sur deux pupitres : sur l’un, on inscrivait les nouvelles douteuses, sur l’autre les nouvelles vraies. Chacun, en arrivant, lisait la feuille du jour, et l’augmentait de ce qu’il savait de sûr des faits de la politique et des lettres, dévoilait les anecdotes du théâtre, de la cour et de la ville. Après chaque récit, l’assemblée délibérait et décidait de l’inscription sur l’un ou sur l’autre registre. Les valets copiaient ensuite les bulletins, et s’en faisaient un revenu en les distribuant au public. L’ami intime de la maîtresse de la maison, de 16 ans son cadet, Louis Petit de Bachaumont, présidait aux discussions académiques qui occupaient une partie de la soirée, puis aux soupers par lesquels elles se terminaient. 
Deux fois par semaine, Bachaumont faisait un journal des extraits de ces registres, et le répandait dans le public sous forme de nouvelles à la main, manuscrites. La diffusion de ces textes se développa toujours davantage à partir des années 1760, à une échelle toujours plus large, bien au-delà de Paris « chez les plus éminents représentants de la noblesse provinciale, mais également à l'étranger, et notamment en Allemagne et aux Pays-Bas par l'intermédiaire d'Antoine-Joseph Aubry de Julie ». Leur succès fut si grand qu’on demandait, pour s’assurer de l’authenticité d’un récit : « Cela sort-il de chez Mme Doublet ? » Voltaire, pour désavouer la paternité d’une pièce de vers scandaleuse imprimée sous son nom, ne trouva ainsi pas de publicité meilleure que celle des registres de la Paroisse ; il écrivit au comte d’Argental : « Protestez donc, je vous en prie, dans le grand livre de Mme Doublet, contre les impertinens qui m’attribuent ces impertinences ».
Ces bulletins, qui devaient nécessairement prendre le ton de la société du temps, constituaient un résumé de tout ce qui se disait dans le monde. On y trouvait l’analyse des pièces de théâtre, le compte rendu des assemblées littéraires et des procès célèbres ; la notice des livres nouveaux, et en particulier des livres clandestins et prohibés, auxquels la saveur du fruit défendu donnait plus de piquant et de relief ; des pièces rares ou inédites, en vers et en prose, dont beaucoup n’auraient pu être imprimées sans risque, les chansons et vaudevilles satiriques, les anecdotes et les bons mots, que l’on était d’autant plus attentif à recueillir qu’ils étaient plus méchants ; enfin les aventures de société, les faits et gestes de la cour, bien souvent embellis par la médisance.
Ce salon, qui a duré pas moins de 40 ans, dont la plupart des membres sympathisaient avec la cause janséniste, a gardé ses distances avec le parti philosophique. L’intensification de la persécution contre les jansénistes vers le milieu du siècle a amené les « paroissiens » à être nettement hostiles aux Jésuites et à prendre une position politique anti-absolutiste forte et cohérente et à soutenir le Parlement de Paris dans son opposition à la politique religieuse du pouvoir et à la réforme Maupeou de 1771-1774,. 
C’est dans ces nouvelles à la main, qui eurent tant d’importance jusqu’à la Révolution, que Pidansat de Mairobert qui, par ailleurs, se disait, sans que l’on ne sache ce qu’il en était, le fils et de Madame Doublet et de Bachaumont,, puis Barthélémy-François Moufle d'Argenville, puisèrent pour constituer les 36 volumes des célèbres Mémoires secrets pour servir à l’histoire de la république des lettres en France (Paris, 1771, 6 vol. in-12) publiés entre 1777 et 1789, Mémoires secrets « qui s’affirmèrent sans tarder comme l’un des plus grands succès de la littérature clandestine européenne ».
Le gouvernement s’alarma de cette vogue. Il favorisa des essais de journaux revus et approuvés par l’autorité. Mais le public s’obstina à préférer les nouvelles vierges du contrôle officiel. Comprenant son impuissance, le lieutenant de police, d’abord, puis le duc de Choiseul, propre petit-neveu par alliance de Marie-Anne Doublet, recoururent aux menaces : ce dernier alla jusqu’à montrer à sa tante la perspective d’un couvent, si elle ne cessait la distribution de ses bulletins. Les nouvelles à la main de circuler de plus belle, on prit le domestique de la Paroisse, « un grand et gros domestique, visage plein, perruque ronde, habit brun, qui, tous les matins, va recueillir dans les maisons, de la part de sa maîtresse, ce qu’il y a de neuf ». Dénoncé par Charles de Mouhy, chargé par la police de surveiller les Paroissiens, l’infortuné serviteur, qui servait de secrétaire dans les réunions quotidiennes, fut conduit et enfermé au For-l'Évêque. On en conclut que les nouvelles à la main étaient… l’œuvre du domestique de Marie-Anne Doublet.
Marie-Anne Doublet est morte sourde et nonagénaire, privée d’une partie de ses facultés intellectuelles. Son compagnon, Bachaumont, était parti le premier, le 28 avril, à l’âge de quatre-vingt-un ans. Pour épargner à sa compagne le chagrin de sa perte, comme elle s’étonnait de ne pas le voir paraitre dans l’appartement où, affligée de surdité, elle vivait retirée, on lui dit qu’il était allé prendre les eaux. Elle s’est  amèrement plainte de ce qu’il n’était pas venu lui faire ses adieux et, quinze jours après elle partait à son tour, laissant la réputation d’une maitresse de maison dont la bonne tenue constituait tout l’esprit. Jusque-là elle avait vécu éloignée de l’Église, mais à la fin, un jésuite très éloquent ayant été introduit près d’elle qui, profitant de l’affaiblissement de ses facultés, aurait fait entendre raison à la pauvre sourde et serait parvenu à convertir la vieille philosophe, qui a montré autant d’originalité in extremis que son compagnon : elle a consenti à se laisser administrer, mais à condition que le curé l’embrassât, avant de le gourmander d’avoir dérangé son rouge:239.

## Galerie

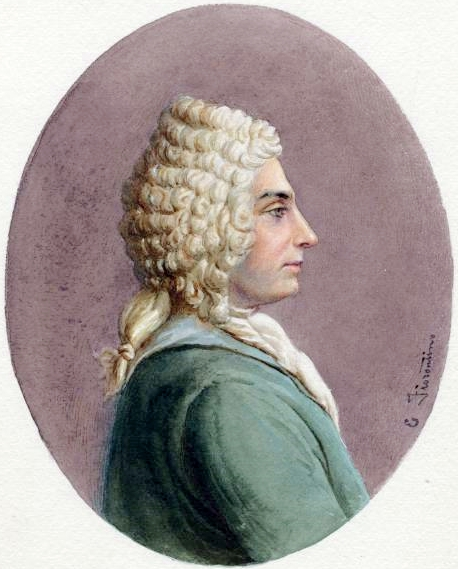
Michele Mascitti, aquarelle de Marie Anne Doublet (d'après E. Fiorentino ?).
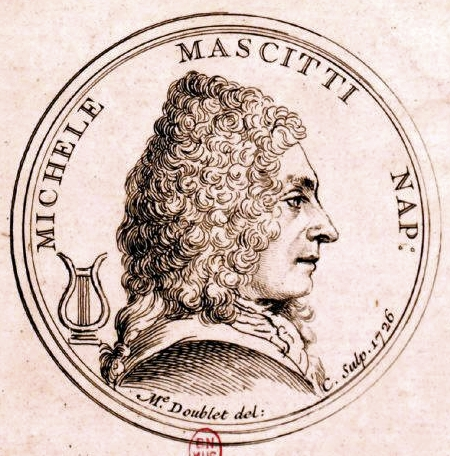
Michele Mascitti, gravure de Anne Claude Philippe de Caylus d'après Marie Anne Doublet, 1726.